# 松﨑沢宣
松﨑 沢宣（まつざき さわのり、1978年3月27日 - ）は、日本の空手家である。インドネシア・東ジャワ州クディリ市出身。牡羊座。2000年に全日本選手権大会個人組手で初優勝をして以来、2001、2002、2003、2004年と連覇達成。通称は「沈黙の王者」。

## 経歴
インドネシア・東ジャワ州クディリ市で生まれ、8歳までの幼少時代をバンドン市で育つ。父であり空眞流二代目宗家，今眞流柔捕術11代目宗家である松﨑寶龍の指導のもと5歳から空手を始めた。日本に帰国後、福井県昭英高校を経て帝京大学に進学。大学卒業後は富山県体育協会に勤務しながら2000年の富山国体に開催県代表として出場する。同年12月に開催された第28回全日本空手道選手権大会で初優勝し、その後2004年(第32回大会)まで前人未踏の5連覇を成し遂げる。その間、日本代表チームにも選出され、数々の国際大会に出場し好成績を残す。5連覇を達成した2004年に競技空手を引退し、2008年に故郷のインドネシアに渡り、バンドンを拠点にインドネシア国軍，陸軍特殊部隊，大統領護衛隊，警察特殊部隊に空手、柔術を指導する。2014年に有馬賢一 (PT. Mitsubishi Tanabe Pharma Indonesia ) を初代会長として澤道場を設立し、以降そこを拠点として活動する。2016年3月、退役警察麻薬撲滅委員会 (AP2HNI) の広報大使に就任し、薬物からインドネシアの青少年を守る活動を始める。2018年3月、インドネシア陸軍体育学校と正式な協定を結び、学校内に澤道場を設け、陸軍体育学校生への空手指導を開始するとともに、子供達へ空手を教えることによってインドネシアから全世界への空眞流の普及と空手道による人間形成に力を注いでいる。。

## 主な戦績
出典: Sawanori Matsuzaki - WKF Ranking
| 年月       | 大会                         | 成績 |
| ---------- | ---------------------------- | ---- |
| 2000年12月 | 第28回全日本空手道選手権大会 | 優勝 |
| 2001年12月 | 第29回全日本空手道選手権大会 | 優勝 |
| 2002年12月 | 第30回全日本空手道選手権大会 | 優勝 |
| 2003年12月 | 第31回全日本空手道選手権大会 | 優勝 |
| 2004年12月 | 第32回全日本空手道選手権大会 | 優勝 |

## 出演番組
- ジャカルタ新聞 - 東京五輪にイ選手を　全日本５連覇の豪傑　「武道で発展に協力」　「故郷」で空手指導の松崎さん[8]